# Wtryskarka

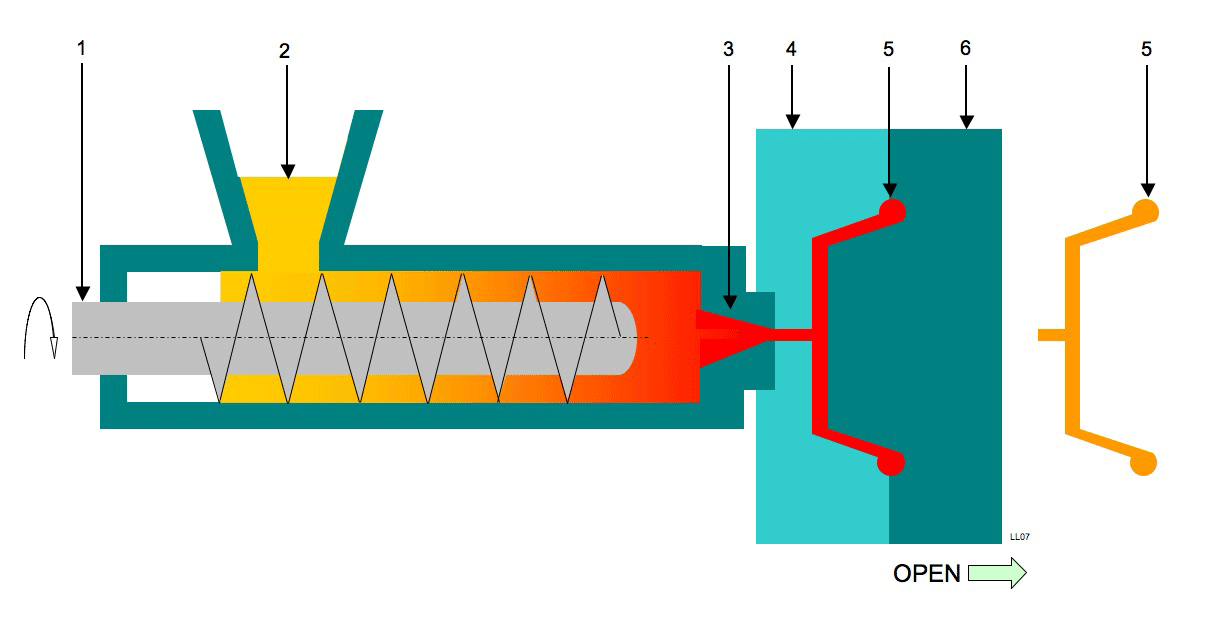
Ogólny schemat wtryskarki ślimakowej:
1: ślimak
2: dozownik granulatu
3: dysza
4 i 6: połówki formy
5: (czerwone) wnętrze formy i kanały dolotowe
5: (pomarańczowe) gotowa kształtka

Wtryskarka – obrabiarka do formowania wtryskowego tworzyw sztucznych. Składa się z zasobnika na surowiec w postaci granulatu oraz ogrzewanego cylindra, w którym tworzywo ulega uplastycznieniu. Tłok lub ślimak przetłacza stopione tworzywo do formy, w której zastyga ono (zestala się) w kształtkę zwaną również wypraską.
Podział wtryskarek pod względem wielkości, określa się poprzez miarę w tonach siły docisku formy. Np. LG 650 Symbol ten oznacza producenta oraz siłę docisku formy 6500 kN (w zaokrągleniu 650 ton). Często w oznaczeniu wtryskarki określa się również miarę pojemności cylindra.

## Budowa wtryskarki

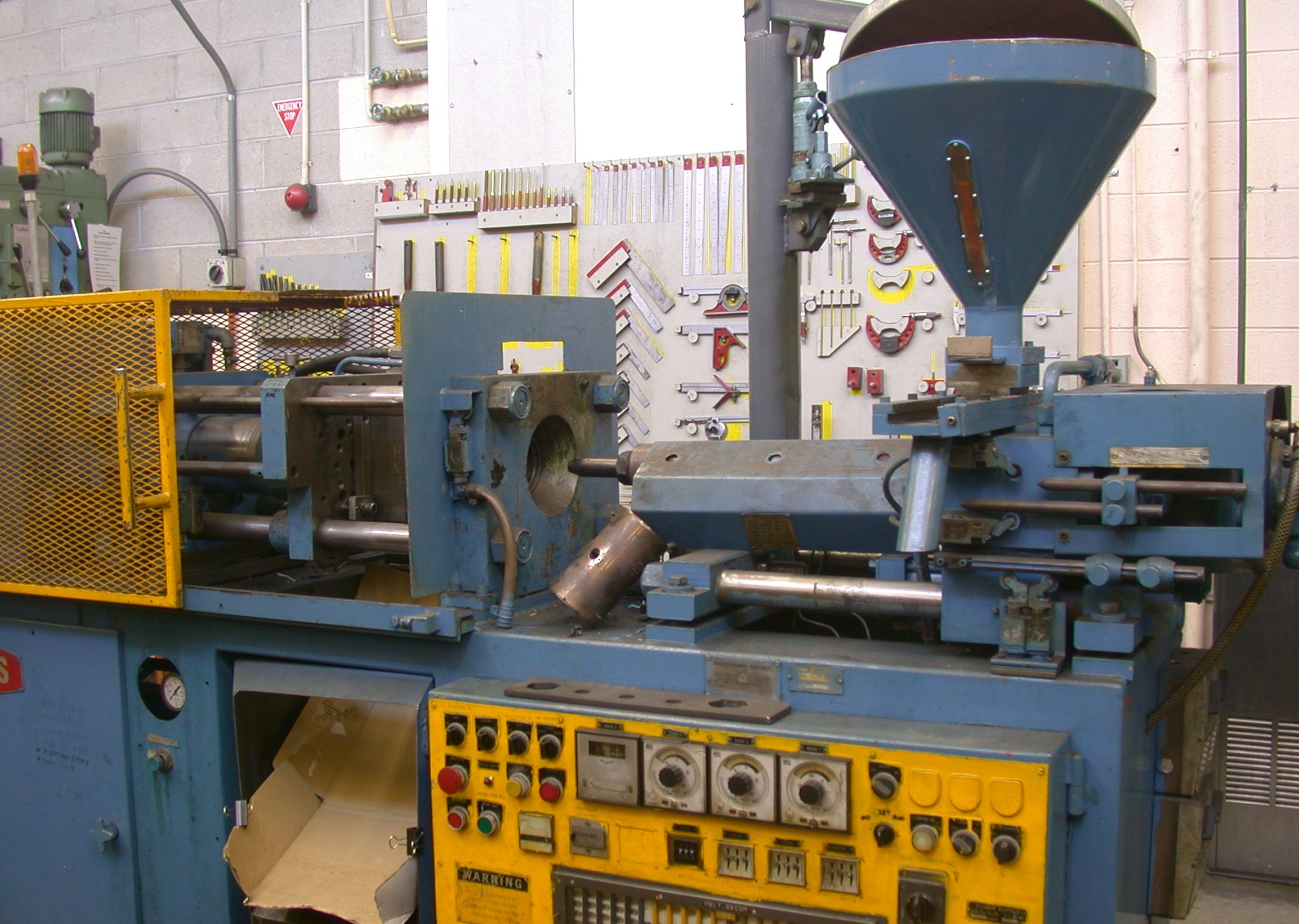
typowa wtryskarka do formowania sekwencyjnego niewielkich wyprasek

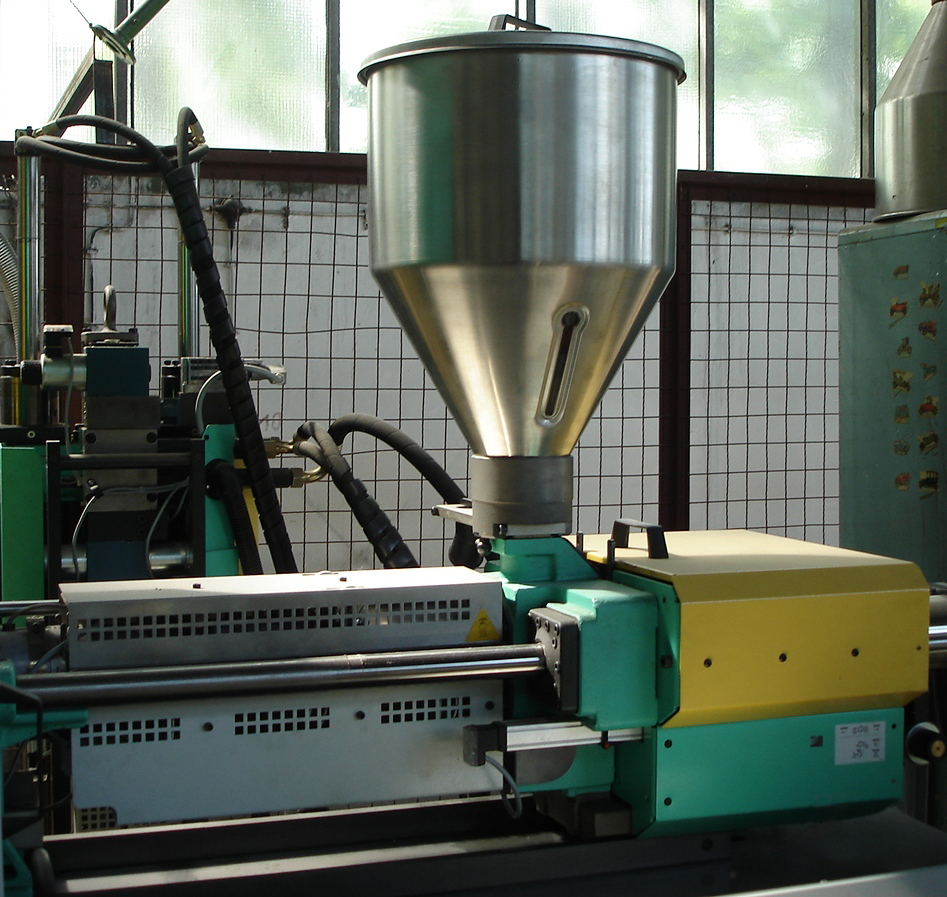
Zbiornik tworzywa

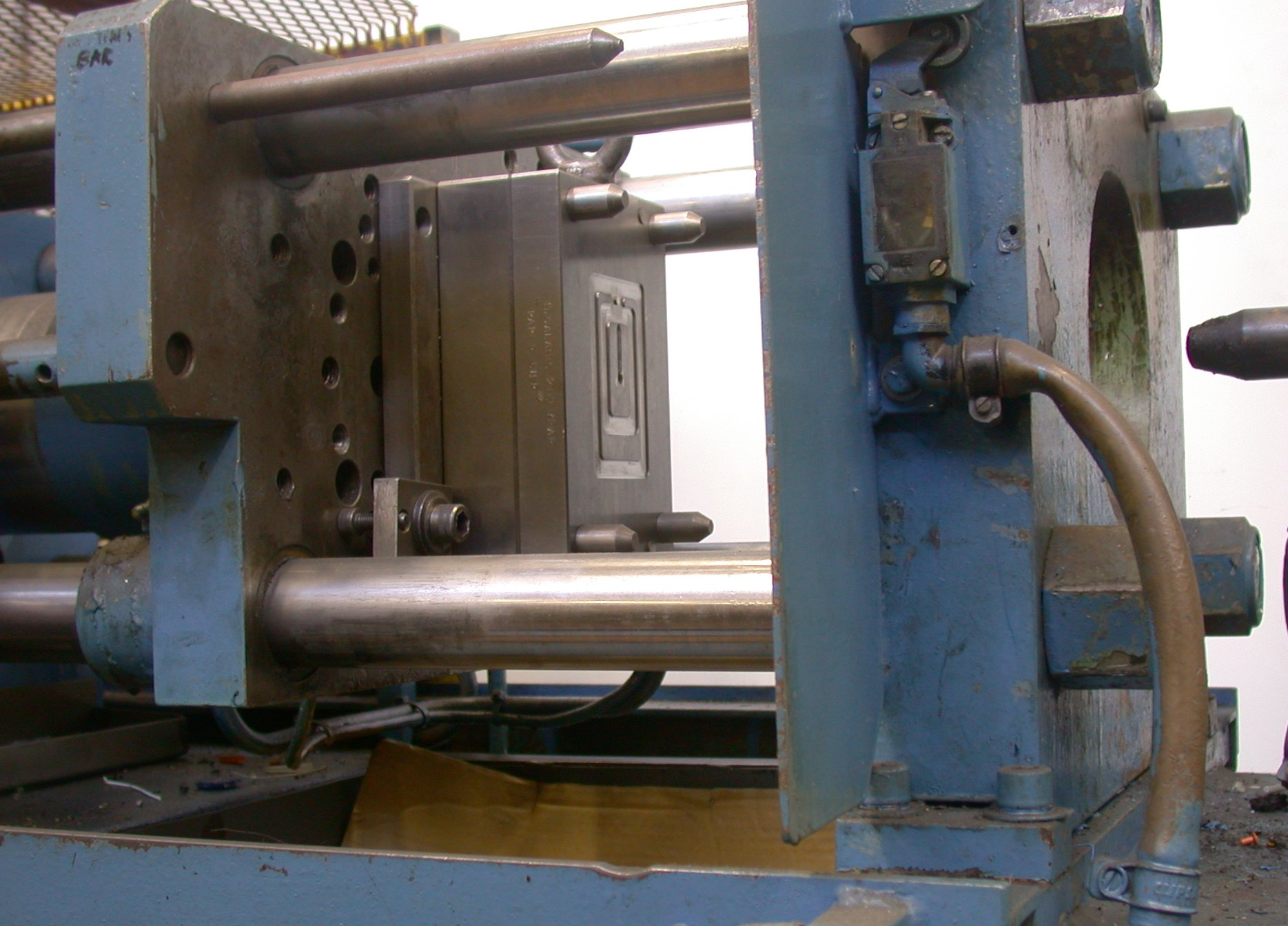
Mechaniczny system docisku i opróżniania formy

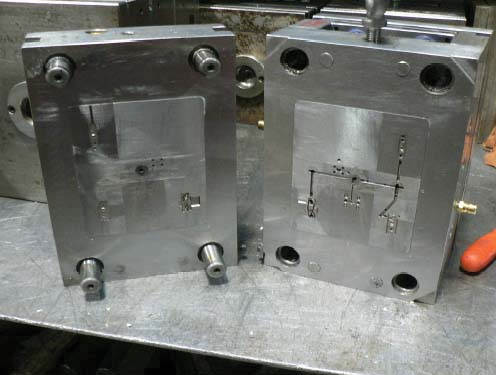
typowa forma wtryskowa do małych kształtek

Zbiornik tworzywaze zbiornika tworzywo jest dozowane do cylindra wewnątrz którego przemieszcza się dzięki obrotowemu ruchowi ślimaka. W niektórych wtryskarkach do ślimaka dozowany jest równocześnie barwnik.
Cylinderrura wewnątrz której dochodzi do upłynnienia granulatu
Ślimakgłówny element układu wtryskowego, odpowiadający za przesunięcie tworzywa, wymieszanie go i sprężenie .: wyróżnia trzy strefy ślimaka: 
A - wstępne uplastycznianie tworzywa i transport do strefy sprężania
B - strefa sprężania, tworzywo przechodzi w stan rzadko-płynny, jest intensywnie mieszane, następuje homogenizacja tworzywa
C- strefa końcowa, tworzywo w stanie płynnym, zostaje ostatecznie ujednorodnione, gromadzi się na końcu ślimaka skąd zostaje wtryśnięte do formy.
Wielkości charakterystyczne: 
stosunek długości do średnicy - od 15 do 25
skok zwojów ślimaka - od 0,8 do 1,2 średnicy ślimaka
odległość zwojów ślimaka od ścianki cylindra - od 0,02 do 0,03 średnicy ślimaka
Układ napędowy ślimakanapęd ślimaka realizowany jest głównie poprzez napędzaną silnikiem elektrycznym pompę hydrauliczną. Stosuje się również napęd elektryczny zapewniający bardzo dużą dokładność i powtarzalność. Stosowany jest głównie przy wtrysku bardzo małych elementów, gdzie istotna jest bardzo duża dokładność i powtarzalność otrzymywanych wyprasek.
Elementy grzejnestosuje się najczęściej elektryczne elementy grzejne. Ich zadaniem jest utrzymać odpowiednią temperaturę cylindra od którego ścianek ogrzewa się upłynnione tworzywo.
Układ rozłączającyzadaniem tego układu rozłączyć ślimak od układu napędzającego na czas wtrysku, gdy ślimak porusza się ruchem postępowym działając jak tłok.
Układ wyrzutnikowysłuży do oddzielenia wyprodukowanego detalu od formy. Układy wyrzutnikowe dzieli się na hydrauliczne, w których oddzielanie od formy następuje poprzez inicjator automatyczny sterowany podczas sekwencji pracy oraz mechaniczne gdzie wyrzucanie detalu następuje przez oparcie otwierającej się formy na stemplu, oraz pneumatyczne gdzie kształtka zostaje oddzielona od formy działaniem ciśnienia pomiędzy stemplem i detalem.
Siłowniki hydraulicznesłużą do otwierania i zamykania formy oraz do wprawienia tłoka w ruch postępowy.
Układ zamknięcia formyczęsto stosuje się kolanowy układ zamknięcia formy. Służy on do utrzymywania zamkniętej formy podczas wtrysku, gdy ciśnienie wewnątrz formy wzrasta. Zamykanie formy realizowane jest również za pomocą siłowników hydraulicznych. Takie rozwiązanie umożliwia zmniejszenie gabarytów wtryskarki. Zwykle realizowane jest to za pomocą dwóch siłowników zamontowanych centrycznie:
większy, zewnętrzny, odpowiada za zamykanie i otwieranie formy
mniejszy, wewnętrzny, odpowiada za dociśniecie formy z odpowiednią siłą i zapobiegający rozwarciu formy w momencie wtrysku.
Układ chłodzeniaWtryskarka zawiera dwa odrębne układy chłodzenia. Układ chłodzenia oleju hydraulicznego, który obniża temperaturę oleju zawierającą się w granicach między 35 a 60 stopni. Oraz układ chłodzenia formy, którego zadaniem jest obniżenie temperatury kształtki przed otwarciem formy.
Układ grzejny formyWiększe formy z uwagi na skomplikowany przebieg kanału wtryskowego posiadają układ niepozwalający na zastygnięcie materiału. Układy te dzielimy na wbudowany (wewnętrzny) oraz zewnętrzny sterowany niezależnie od panelu kontrolnego maszyny.